# Генриетта д’Антраг
Екатери́на Генрие́тта де Бальза́к д’Антра́г, маркиза де Верне́й (фр. Catherine Henriette de Balzac d'Entragues, marquise de Verneuil; 1579, Орлеан — 9 февраля 1633, Париж) — фаворитка французского короля Генриха IV после смерти Габриэль д’Эстре в 1599 году, мать двух его внебрачных детей.

## Биография
Дочь Франсуа де Бальзака д’Антрага, губернатора Орлеана, и Мари Туше, бывшей любовницы короля Карла IX. Единоутробная сестра Шарля де Валуа, герцога Ангулемского.

Король увидел Генриетту через шесть дней после смерти своей фаворитки Габриэль д’Эстре и был поражён её красотой настолько, что забыл о своей утрате: 
Мадемуазель д’Антраг уже выходит на первый план. Клин клином вышибается… Николя Рапен, поэт, адвокат парижского Парламента. 
Отношения Генриетты д’Антраг к королю были продиктованы не столько привязанностью к нему, сколько расчётом. Семья будущей фаворитки умело использовала нетерпение Генриха, страстно влюблённого в Генриетту, то подавая ему надежду, то отказывая. Вскоре были оглашены условия, при которых она станет любовницей короля: сто тысяч экю, титул маркизы и письменное обещание жениться. Генрих согласился и 10 октября 1599 года подписал соответствующую бумагу, обязуясь жениться на Генриетте «…в случае её беременности через шесть месяцев, начиная с сегодняшнего дня, и разрешения её от бремени сыном…».
Тем временем советники короля продолжали переговоры о его браке с Марией Медичи. Свадьба короля и Марии Медичи состоялась 17 декабря 1600 года. Генрих поселил фаворитку рядом с женой в Лувре. Женщины постоянно ссорились, Генриетта называла себя настоящей королевой и не упускала случая оскорбить Марию Медичи. В 1601 году маркиза де Верней родила сына Генриха (узаконен в 1603). Герцог Ангулемский неоднократно заявлял, что именно этот ребёнок является настоящим дофином. Он вместе с отцом Генриетты принял участие в заговоре Бирона (1602), целью которого было возведение на престол Гастона после смерти короля (вероятно, насильственной). Заговор был раскрыт, 31 июля 1602 года Бирон казнён. Шарль Ангулемский выдал всех своих сообщников и избежал наказания.
Между тем отношения Генриха и фаворитки ухудшались. Генриетта изменяла королю и отзывалась о нём с крайним презрением. Генрих терзался муками ревности. По словам Сюлли, «они больше не занимались любовью без громкой брани». Семья д’Антраг утверждала, что брак короля с Маргаритой Валуа не был аннулирован, следовательно, Мария Медичи не могла считаться законной женой, а дети, ею рождённые, являлись бастардами. В 1604 году испанский король предложил маркизе де Верней пенсию, владения и инфанту в жёны её сыну, которого обещал сделать королём Франции. Брат и отец фаворитки вступили в новый заговор, который был раскрыт.
Герцог Ангулемский и Франсуа д’Антраг, у которого при аресте нашли письма испанского короля и изъяли брачное обещание Генриха IV, на процессе в парламенте обвиняли друг друга. Генриетта показала, что она ничего не знала о связях родственников с Испанией. 2 февраля 1605 года был оглашён приговор, согласно которому герцог Ангулемский и д’Антраг осуждались на смертную казнь, маркиза де Верней — на заключение в монастыре. Отцу и брату Генриетты смертная казнь была заменена на пожизненное заключение, а вскоре д’Антраг был освобождён. Генрих не забывал свою неверную фаворитку, он не виделся с ней, но обменивался письмами. Ей было позволено вернуться в Верней, а затем в Париж. Король оставил свою новую любовницу — графиню де Море и возобновил связь с Генриеттой, которая продолжалась вплоть до увлечения в 1609 году Шарлоттой де Монморанси.
Через несколько месяцев после убийства Генриха IV служанка маркизы де Верней Жаклин д’Эскоман обвинила её и д’Эпернона в том, что они руководили действиями Равальяка. Первый председатель суда Ашиль де Арлей у себя дома допрашивал маркизу пять часов. Эскоман не смогла привести убедительных доказательств своих обвинений и 5 мая 1611 года судьи, принимая во внимание высокое положение обвиняемых, отложили дело. По законам того времени Эскоман должна была быть либо казнена за лжесвидетельство, либо оправдана. Парламент девятью голосами против девяти приговорил её к пожизненному заключению. Все материалы этого дела погибли в 1618 году при пожаре во Дворце правосудия. Некоторые сведения о процессе Эскоман содержатся в письмах венецианского посла Фоскарини, адресованных сенату республики и в «Журнале Генриха IV» Пьера де Л’Этуаля.

## Дети
От связи с Генрихом IV:
- Анри де Бурбон, герцог де Верней (1601—1682), епископ Меца (1612—1652)
- Габриель-Анжелика де Верней (21 января 1603—1627), с 1622 года жена Бернара де Ногаре де ла Валетта, герцога д’Эпернона (1592—1661), в браке с которым родила двоих детей. Умерла в 1627 году, вероятно была отравлена.